# 朴达峰
朴达峰（박달봉）是一座位于韓國京畿道抱川市和江原道华川郡之间的山峰，主峰標高海拔810公尺。